# Вола (Эльстра)
Во́ла (нем. Wohla; серболужицкое наименование — Ва́лов в.-луж. Walow) — сельский населённый пункт в городских границах Эльстры, район Баутцен, федеральная земля Саксония, Германия.

## География
Находится северо-западнее Эльстры. Деревня расположена южнее автомобильной дороги K9237. На западе от деревни находится обширный лесной массив, простирающийся до Хазельбахталя. На северо-востоке от деревни находится холм Лерхенберг (Lerchenberg) высотой 235 метро и на северо-западе в лесном массиве — холм Валовска-гора (Walowska hora) высотой 336 метров.
Соседние населённые пункты: на севере — деревня Виза (Брезня, в городских границах Каменца), на северо-востоке — деревня Притиц (Протецы, в городских границах Эльстры), на юго-востоке — Эльстра, на юге — деревня Тальпенберг (Тальпин, в городских границах Эльстры).

## История
Впервые упоминается в 1420 году под наименованиями «Walaw». В 1950 году деревня вошла в городские границы Эльстры.
Исторические немецкие наименования:
- Walaw, 1420
- Wohla, 1633
- Whole, 1732
- Wohla, 1791
- Ländchen Wohla, 1875

## Население
| 1834 | 1871 | 1890 | 1910 | 1925 | 1939 | 1946 | 2011 | 2015 |
| ---- | ---- | ---- | ---- | ---- | ---- | ---- | ---- | ---- |
| 166  | 175  | 149  | 397  | 384  | 340  | 560  | 55   | 54   |